# Alexandra Palace
L'Alexandra Palace è un edificio vittoriano situato nell'Alexandra Park, tra Wood Green e Muswell Hill, nord di Londra, costruito nel 1873 come luogo di educazione, svago e intrattenimento, in analogia al Crystal Palace.
Ospita annualmente il PDC World Darts Championship di freccette.
Dal 2012 ospita il Masters, torneo ad inviti di snooker che fa parte della Tripla Corona.